# 出雲市民会館
出雲市民会館（いずもしみんかいかん）は、島根県出雲市にある多目的コンサートホール。

## 主な施設
- 1階
  - 大ホール
- 2階
  - 展示室
  - 多目的室
- 3階
  - 会議室
  - 研修室
  - 学習室

## 休館日
- 毎月最後の月曜日
- 年末年始（12月29日から1月3日）